# Kostja Mushidi
Kostja Mushidi (Uccle, Bélgica, 18 de junio de 1998) es un baloncestista alemán que pertenece a la plantilla del BG Göttingen de la Basketball Bundesliga. Con 2,08 metros de estatura, juega en la posición de alero.

## Trayectoria
Su madre es belga y su padre ruso pero su mudó a Alemania con dos años y esa es su nacionalidad. El alero brilló en la Liga júnior alemana en las filas del Dragons Rhoendorf, en 2015 llegó a un acuerdo con el Estrasburgo en el verano de 2015. Era por dos años, pero sin minutos (seis en toda la Liga) y en verano de 2016, el jugador alemán se marchó al Mega Leks serbio. 
En 2016, realizó un buen Europeo júnior en Turquía (14,7 puntos y 3,8 asistencias) y tiene minutos en el Mega Leks (10,8 y 1,6). Según los expertos en basket mundial, es candidato a entrar en el Draft de la NBA de 2017 y fue seleccionado para disputar la 20.ª edición del Nike Hoop Summit.
En junio de 2019, firmó con Basketball Löwen Braunschweig de la Basketball Bundesliga. El 13 de diciembre de 2019 fue despedido por motivos disciplinarios, anunció el equipo sin revelar más detalles. En ocho apariciones en la Bundesliga para el equipo del Basketball Löwen Braunschweig, Mushidi promedió 11,6 puntos, 3,9 rebotes y 1,6 asistencias por partido. En agosto de 2020, el equipo de Basketball Löwen Braunschweig le dio a Mushidi una segunda oportunidad y regresó para disputar la temporada 2020-21.
El 1 de diciembre de 2021, firma por el Mitteldeutscher BC Weißenfels de la Basketball Bundesliga. En su primera temporada con el club logró promediar 11,6 puntos y 2,0 rebotes por partido en 25 encuentros.
El 1 de octubre de 2024 fichó por el BG Göttingen, también de la Basketball Bundesliga.

## Internacional
Mushidi representó a la selección alemana en Europeo sub-16 de 2014, realizando una puntuación de 17,7 puntos durante el torneo. Al año siguiente, disputó el Europeo sub-18 liderando el equipo alemán junto a Isaiah Hartenstein, ambos con una media de 11,6 puntos por partido.
Mushidi lideraría la selección alemana sub-18 en el Torneo Albert-Schweitzer-Tournament en el mes de abril de 2016, consiguiendo 25 puntos y 11 rebotes en el partido frente a Serbia, donde sería nombrado MVP del torneo.
En julio de 2016, disputó el Europeo sub-20, consiguiendo 8.4 puntos, 2.6 rebotes y 1.1 asistencias, finalizando en la cuarta plaza con el equipo alemán. En el mismo año también disputaría el Europeo sub-18 en Turquía, realizando  anotaciones de 14,7 puntos y 3,8 asistencia para conseguir la cuarta plaza.